# Mikuláš Šlik
Mikuláš Šlik (německy Nikolaus Schlik, † 1522) byl český šlechtic z rodu Šliků.

## Život
Narodil se jako nejstarší syn Matyáše Šlika a Kunhuty (Kunigundy) svobodné paní ze Schwarzenbergu. Byl zakladatelem falknovské (sokolovské) rodové linie, která vyhasla v páté generaci, z níž však vyšlo mnoho válečníků, kteří padli v bitvách o vlast.
Z jeho manželství s Barborou Schenkovou z Tautenbergu (podle jiných zdrojů z Trautenbergu) měl čtyři syny, z nichž Wolfgang zemřel kolem roku 1555 a Kryštof v roce 1527 u Říma bez potomků. Zbylí dva synové, Viktorín a Albín, ovšem založili dvě nové větve falknovské (sokolovské) rodové linie, jak je patrné z I. rozrodu.